# モリス郡 (テキサス州)
モリス郡 (モリスぐん、英: Morris County) はアメリカ合衆国テキサス州に位置する郡である。2000年現在、ここの人口は13,048人である。ここの郡庁所在地はデインジャーフィールドである。モリス郡はヘンダーソン郡出身の、判事及び農園主である William Wright Morris の名を取って命名された。

## 地理
アメリカ合衆国統計局によると、この郡は総面積670 km2 (259 mi2) である。このうち659 km2 (255 mi2) が陸地で11 km2 (4 mi2) が水地域である。総面積の1.60%は水地域となっている。

### 隣接する郡
- ボウイ郡 (北)
- カス郡 (東)
- マリオン郡 (南東)
- アップシャー郡 (南)
- キャンプ郡 (南西)
- タイタス郡 (西)
- レッドリバー郡 (北西)

## 人口動勢

2000年国勢調査に基づくモリス郡の人口ピラミッド

2000年現在の国勢調査で、この郡は人口13,048人、5,215世帯、及び3,749家族が暮らしている。人口密度は20/km2 (51/mi2) である。9/km2 (24/mi2) の平均的な密度に6,017軒の住宅が建っている。この郡の人種的な構成は白人71.71%、アフリカン・アメリカン24.13%、先住民0.53%、アジア0.18%、太平洋諸島系0.06%、その他の人種2.28%、及び混血1.12%である。ここの人口の3.66%はヒスパニックまたはラテン系である。
この郡内の住民は25.20%が18歳未満の未成年、18歳以上24歳以下が7.80%、25歳以上44歳以下が24.30%、45歳以上64歳以下が24.50%、及び65歳以上が18.30%にわたっている。中央値年齢は40歳である。女性100人ごとに対して男性は92.70人である。18歳以上の女性100人ごとに対して男性は87.40人である。
この郡内の世帯ごとの平均的な収入は29,011米ドルであり、家族ごとの平均的な収入は35,326米ドルである。男性は30,917米ドルに対して女性は20,270米ドルの平均的な収入がある。この郡の一人当たりの収入 (per capita income) は15,612米ドルである。人口の18.30%及び家族の14.90%は貧困線以下である。全人口のうち18歳未満の25.40%及び65歳以上の12.90%は貧困線以下の生活を送っている。

## 都市及び町
- デインジャーフィールド
- Lone Star
- Naples
- オマハ